# قارنا
قارنا (بالفارسية: قارنا) هي قرية في منطقة بايجون ويلز الريفية، في أذربيجان الغربية بإيران، كان عدد سكانها 813 نسمة، في 128 عائلة حسب تعداد 2006. في 2 سبتمبر 1980، قتل سكان القرية الأكراد على أيدي أفراد حرس الثورة الإسلامية حسب تقارير.